# Neophasma nigrovittatum
Neophasma nigrovittatum är en insektsart som först beskrevs av Salvador de Toledo Piza Júnior 1939.  Neophasma nigrovittatum ingår i släktet Neophasma och familjen Pseudophasmatidae. Inga underarter finns listade i Catalogue of Life.